# Montcalb
Montcalb és una de les set entitats de població del municipi de Guixers (Solsonès). Es troba a la banda nord-oriental del municipi. No té cap nucli urbà i tot el seu poblament és dispers.

## Demografia
| Evolució demogràfica |            |            |            |                   |                   |                   |       |
| Any                  | Nucli urbà | Nucli urbà | Nucli urbà | Poblament dispers | Poblament dispers | Poblament dispers | Total |
| Any                  | Homes      | Dones      | Total      | Homes             | Dones             | Total             | Total |
| 2000                 | 0          | 0          | 0          | 11                | 11                | 22                | 22    |
| 2001                 | 0          | 0          | 0          | 11                | 11                | 22                | 22    |
| 2002                 | 0          | 0          | 0          | 12                | 12                | 24                | 24    |
| 2003                 | 0          | 0          | 0          | 11                | 8                 | 19                | 19    |
| 2004                 | 0          | 0          | 0          | 11                | 6                 | 17                | 17    |
| 2005                 | 0          | 0          | 0          | 11                | 7                 | 18                | 18    |
| 2006                 | 0          | 0          | 0          | 10                | 6                 | 16                | 16    |
| 2007                 | 0          | 0          | 0          | 9                 | 7                 | 16                | 16    |
| 2008                 | 0          | 0          | 0          | 9                 | 8                 | 17                | 17    |
| Font: INE            |            |            |            |                   |                   |                   |       |